# Wiwek

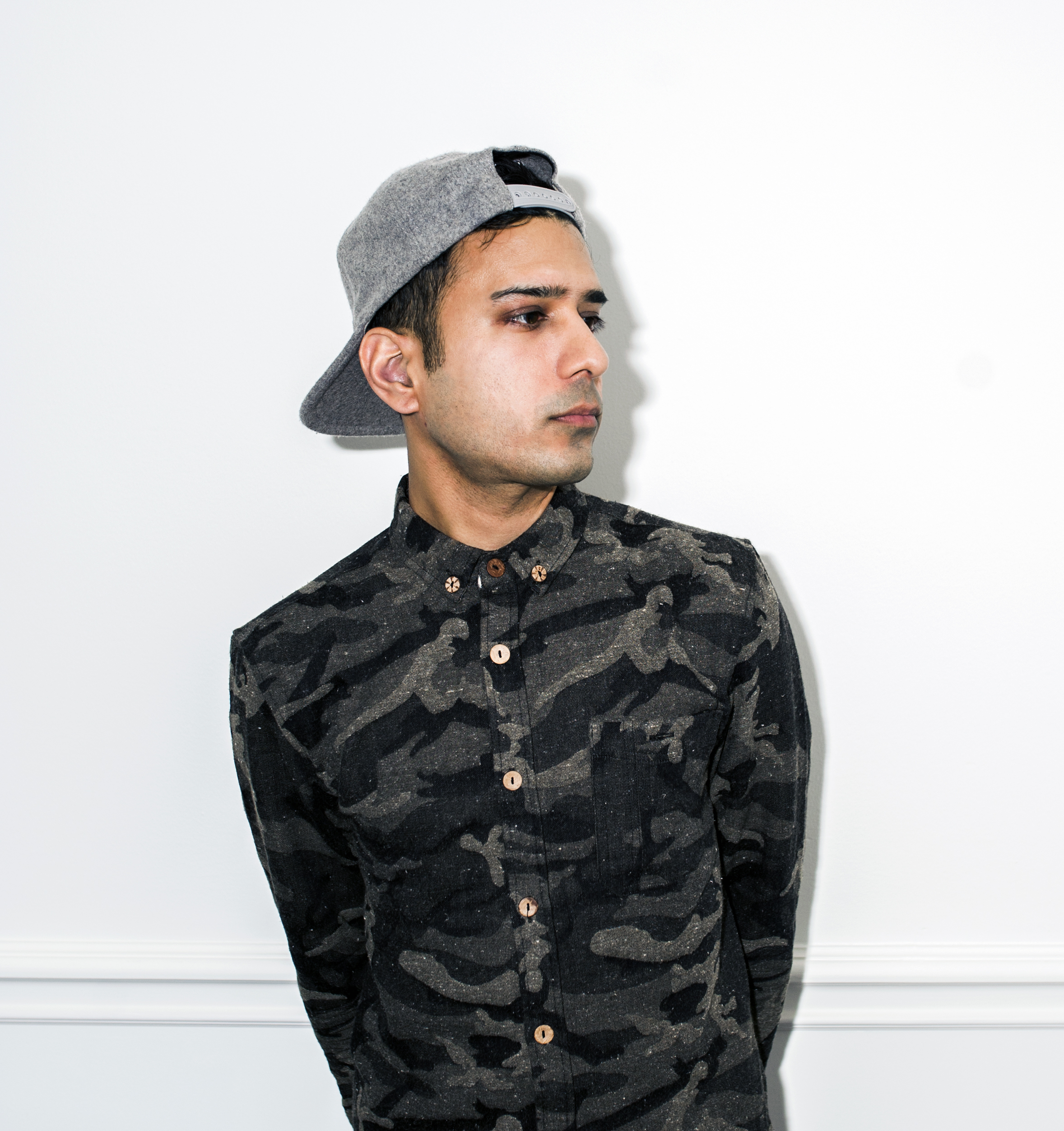
Wiwek Mahabali - DJ e produtor musical

Wiwek Mahabali, mais conhecido apenas por Wiwek, é um DJ e produtor musical holandês. Ele é considerado o pioneiro do "jungle terror" em virtude de suas contribuições para o gênero.

## Biografia
Wiwek nasceu na cidade de Utrecht, na Holanda, filho de um pai indiano. Seu pai é cantor e músico. Por sugestão de Gregor Salto, Wiwek usou seu primeiro nome como nome artístico.

## Antecedentes
Wiwek é tido como o pioneiro do gênero "jungle terror", um estilo híbrido de música eletrônica caracterizado por tambores de pancada pouco frequentes, sintetizadores de chumbo dissonantes e amostras tribais de tambor e vocais. 
Suas músicas foram lançadas pelas gravadoras Barong Family e OWSLA, que resultou em colaborações com Skrillex e Yellow Claw. Ele também é responsável pelo selo Rimbu Recordings. Wiwek ganhou popularidade na música dance e é conhecido por "fundir elementos eletrônicos com ritmos tropicais". Ele é considerado o "Pai do jungle terror".
O jungle terror foi criado pela primeira vez quando Wiwek estava tocando e explicando sua música para seus amigos.  Ele então lançou algumas músicas no SoundCloud com a tag jungle terror que eventualmente se tornou popular.

## Carreira

### 2014: Mad Decent
Em 2014, Wiwek foi contratado pelo Diplo como novo artista de sua gravadora Mad Decent. Ele colaborou com Gregor Salto para o lançamento do single "On Your Mark".

### 2015: OWSLA
Skrillex anunciou a assinatura de Wiwek à sua gravadora "OWSLA". Wiwek se apresentou no Festival de Música Ultra 2015 em Miami. Ele também apresentou um episódio de um programa de rádio na gravadora de Tiësto, Musical Freedom Records.
Ele colaborou com Hardwell para lançar o single intitulado "Chameleon". Em 28 de abril de 2015, ele lançou "Fire" em parceria com o holandês DJ Alvaro através da gravadora da Steve Aoki, Dim Mak Records. Em novembro de 2015, ele colaborou com a GTA para lançar "What We Tell Dem" como single, que foi originalmente denominado "Blow Up".

### 2016: colaboração com Skrillex
Em 19 de fevereiro de 2016, ele colaborou com a dupla de DJ's holandeses Yellow Claw para lançar "Pop It" como single. Seu longa-metragem OWSLA, debut composto por cinco músicas, "The Free and Rebellious", que incorpora elementos de bateria e baixo, foi lançado uma semana depois.O EP recebeu pequenas classificações em uma revisão com apenas 1,5 estrelas de 5. 
Mais recentemente, o Free and Rebellious EP de Wiwek foi usado como trilha sonora para o curta-metragem Still in the Cage, filmado em Bangkok, Tailândia, escrita e dirigido pelo cineasta canadense Jodeb e produzido por Wiwek e Skrillex. O curta-metragem incluiu a colaboração da Wiwek com a Skrillex "Killa".
 Foi estreado em 17 de agosto no teatro do Ace Hotel Downtown Los Angeles. 
Um vídeo musical oficial para "Killa", dirigido por Jonathan Desbiens, foi carregado por Skrillex ao YouTube.
O single "Killa" apresenta vocais do cantor sueco Elliphant. Os produtores americanos Slushii, Boombox Cartel e Henry Fong lançaram remixes da música.

## Discografia

### Albuns
| Titulo             | Detalhes                                                                            |
| ------------------ | ----------------------------------------------------------------------------------- |
| Jungle Terror Saga | - Released: 13 Abril 2018 - Label: Barong Family - Em Formato: Digital download, CD |
| CYCLES             | - Released: 10 Abril 2019 - Label: Maha Vana - Em Formato: Digital download, CD     |

### Extended Plays
| Titulo                  | Detalhes                                                                                               |
| ----------------------- | --- |
| Jungle Terror           | - Released: 6 October 2014 - Label: Barong Family, Spinnin' Records - Em Formato: Digital download, CD |
| Jungle Terror: Volume 2 | - Released: 16 March 2015 - Label: Barong Family, Spinnin' Records - Em Formato: Digital download, CD  |
| The Free and Rebellious | - Released: 26 February 2016 - Label: OWSLA - Em Formato: Digital download, CD                         |
| Faka G/Double Dribble   | - Released: 1 February 2017 - FREE DOWNLOAD - Em Formato: Digital download, CD                         |
| Drum Nation EP          | - Released: 28 July 2017 - Label: OWSLA - Em Formato: Digital download, CD                             |
| Jungle Terror: Volume 3 | - Released: 1 December 2017 - Label: Barong Family - Em Formato: Digital download, CD                  |

## Singles
2012:
- Wiwek - Maguas Revenge (Rimbu)
- Wiwek & Rishi Romero - Hurrican (Rimbu)
- Wiwek & Rishi Romero - Batman (Rimbu)

2013:
- Wiwek - Mango Chutney (Rimbu)
- Wiwek - Angry Birdz (Rimbu)
- Gregor Salto & Wiwek - Intimi (Mixmash Records)
- Wiwek - FOK (Rising Music)
- Wiwek - Mufazi (Rising Music)
- Wiwek & Cesqeaux - Ritual (Mixmash Records)

2014:
- Wiwek - Salute (Musical Freedom)
- Gregor Salto & Wiwek - On Your Mark (G-REX Music)
- Nom De Strip & Wiwek - Annihilation (Rising Music)
- Wiwek - G.M.A.F.B. (Smash The House)
- Wiwek & Jeremia Jones feat. Kalibwoy - Bad Gyal (Kindergarten Recordings)
- Wiwek - Global March [Jungle Terror EP] (Barong Family)
- Wiwek & Alvaro feat. MC Spyder - Boomshakatak [Jungle Terror EP] (Barong Family)
- Wiwek feat. MC Spyder - Play That Tune [Jungle Terror EP] (Barong Family)
- Wiwek & Jeremia Jones feat. Kalibwoy - Balderdash [Jungle Terror EP] (Barong Family)
- Wiwek feat. MC Vocab - So You Want Drums (Rimbu)
- Wiwek feat. Stush - Ground Shake (Mad Decent)
- Wiwek - Ragga (Mad Decent)

2015:
- Wiwek - Riot [Jungle Terror EP Vol.2] (Barong Family)
- Wiwek - Bollydome [Jungle Terror EP Vol.2] (Barong Family)
- Wiwek & Mightyfools feat. Jay Cloin - Move [Jungle Terror EP Vol.2] (Barong Family)
- Wiwek - Pull it up [Jungle Terror EP Vol.2] (Barong Family)
- Wiwek - Bang Bang Theory (Instrumental Mix) (OWSLA)
- Wiwek & GTA feat. Stush - What We Tell Dem (Three Six Zero / Warner Bros.)
- Alvaro & Wiwek - Fire (Dim Mak Records)
- Gregor Salto & Wiwek - Miami (Doorn Records/Spinnin' Records)
- Wiwek & Hardwell - Chameleon (Revealed Recordings)
- Gregor Salto & Wiwek - Trouble (Doorn Records/Spinnin' Records)
- Wiwek & Quintino - Love (Revealed Recordings)
- Cesqeaux & Wiwek - Twist (Barong Family)

2016:
- Wiwek & Valentino Khan - Tropicana (OWSLA)
- Wiwek feat. Audio Bullys - Rebels [The Free and Rebellious EP] (OWSLA)
- Wiwek & Yellow Claw feat. Lil Debbie - Pop It [The Free and Rebellious EP] (OWSLA)
- Wiwek & Skrillex feat. Elliphant - Killa [The Free and Rebellious EP] (OWSLA)
- Wiwek feat. Sirah - Stop Me [The Free and Rebellious EP] (OWSLA)
- Wiwek feat. Big Freedia - Calvary [The Free and Rebellious EP] (OWSLA)
- Gregor Salto & Wiwek ft. Stush - How It Goes (Spinnin' Records)
- Wiwek & Moski - Masta (Barong Family) [FREE DOWNLOAD]
- Fountain Of Youth & Wiwek - No Way (Barong Family) [FREE DOWNLOAD]

2017:
- Wiwek - Faka G [FREE DOWNLOAD]
- Wiwek feat. Keno - Double Dribble [FREE DOWNLOAD]
- Wiwek - Run (HOWSLA)
- Wiwek feat. Watch The Duck - Drum Nation [Drum Nation EP] (OWSLA)
- Wiwek feat. Fitness - Savage [Drum Nation EP] (OWSLA)
- Wiwek feat. Ragga Twins - Mercy [Drum Nation EP] (OWSLA)
- Wiwek - Rain Dance [Drum Nation EP] (OWSLA)
- Wiwek & Chace - Best Of Me [Drum Nation EP] (OWSLA)
- Wiwek - Lost City [Jungle Terror EP Vol.3] (Barong Family)
- Wiwek & Mike Cervello - Ni Da Conha [Jungle Terror EP Vol.3] (Barong Family)
- Wiwek - Coco Nutz [Jungle Terror EP Vol.3] (Barong Family)
- Wiwek - LMLOYF [Jungle Terror EP Vol.3] (Barong Family)

2018:
- Wiwek & Dirtcaps feat. Kalibnoy, Stush & Lil Debbie - Rodman (Barong Family)
- Wiwek feat. 44 - Laile Laile (Barong Family)
- Wiwek - Jungle Matrix (Barong Family)
- Chocolate Puma & Wiwek - Get Out Of The Way (Spinnin' Records)
- Chocolate Puma & Wiwek - Wan Tu (Spinnin' Records)
- Wiwek x Gregor Salto x Kuenta I Tambu feat. Spyder - So Hot (Spinnin' Records)
- Wiwek & Kuenta I Tambu - Black Panther (OuiWack Music)
- Wiwek feat. Rachel West - Chemistry (OuiWack Music)
- Wiwek feat. Foreign Beggars - Choose Your Poison (OuiWack Music)
- Wiwek ft Stush & Kuenta i Tambu - Rise (OuiWack Music)

2019:
- Wiwek feat. Jae Fly & Jacob Armen - House of Dreams (Maha Vana Records)
- Wiwek feat. Watch the Duck - Curious (Maha Vana Records)
- Wiwek feat. Slim Kofi - No Sir (Maha Vana Records)
- Wiwek feat. Jae Fly, Slim Kofi, Glen Faria & Amy Miyú - Emergency (Maha Vana Records)
- Wiwek - Cruise (Maha Vana Records)
- Wiwek & Dux n Bass feat. Spyder - Lets Roll (Maha Vana Records)
- Wiwek - Attack Of The Unicorn (Maha Vana Records)
- Wiwek feat. Conner Boatman - Fascinate Me (Maha Vana Records)
- Rawtek & Wiwek feat. Heavy Baile - Maluco Drum (Barong Family)

2020:
- Wiwek & RayRay - Kuku (Maha Vana Records)
- Wiwek x Wukong - Siam Rising (Liquid State Records)
- Bang La Decks x Wiwek - GQOM (Down2Earth Music Ltd / Ultra Records)
- Wiwek - Dhol Life (Elysian Records)
- Yellow Claw & Wiwek - I Want It (Barong Family)
- Wiwek x MX2 - Streoplein [Jungle Terror EP Vol.4] (Barong Family)
- Wiwek - Hotpot [Jungle Terror EP Vol.4] (Barong Family)
- Wiwek - Aqua Cola [Jungle Terror EP Vol.4] (Barong Family)
- Wiwek - Scottman [Jungle Terror EP Vol.4] (Barong Family)

2021:
- Wiwek - Periphery (Rave Culture Music)
- Wiwek - Follow Me [Time Machine Drums EP] (Axtone Records)
- Wiwek - Oolala [Time Machine Drums EP] (Axtone Records)
- Wiwek - Victory Dance [Time Machine Drums EP] (Axtone Records)

2022:
- Sandro Silva x Wiwek feat. Isa GT - Told Ya! 2022 (Rave Culture Music)
- Wiwek - Partisan (Rave Culture Music)
- NWYR x Wiwek - Cocoon (Rave Culture Music)
- Wiwek - Steppenwolf (Maha Vana Records)
- Wiwek x Mike Cervello - Stop The Madness (Rave Culture Music)
- Wiwek x Mike Cervello - N.F.S. (LUFU Records)
- Wiwek x Mike Cervello - Transition (LUFU Records)
- Wiwek x Mike Cervello - Override (LUFU Records)

2023:
- W&W x Wiwek - Armageddon (Rave Culture Music)
- Wiwek x Mike Cervello - Feel (LUFU Records)
- Wiwek x Mike Cervello - Wake Up (LUFU Records)
- Wiwek x Mike Cervello - Death Trap (LUFU Records)

### Sem Lançamento Oficial
- ID (com Zaeden)
- ID (com Headhunterz)
- ID (com Yellow Claw e Ayden)
- ID (com Quintino)
- ID (com Valentino Khan)
- ID (com David Guetta & Morten) (?)
- ID (com Cesqeaux)
- ID (com GTA)